# Appeltern Adventure Gardens

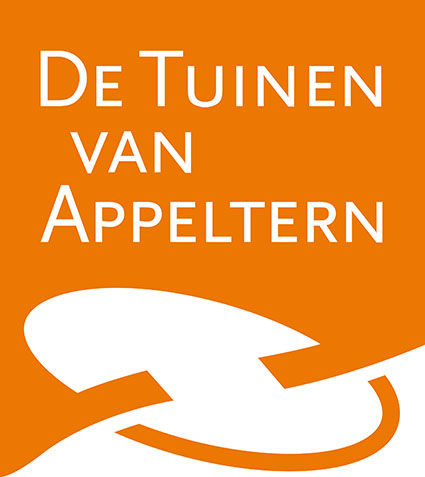
Logo des Parks

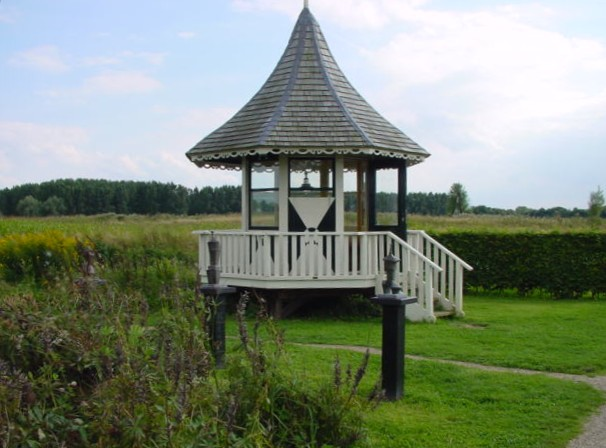
Gartenlaube im Park

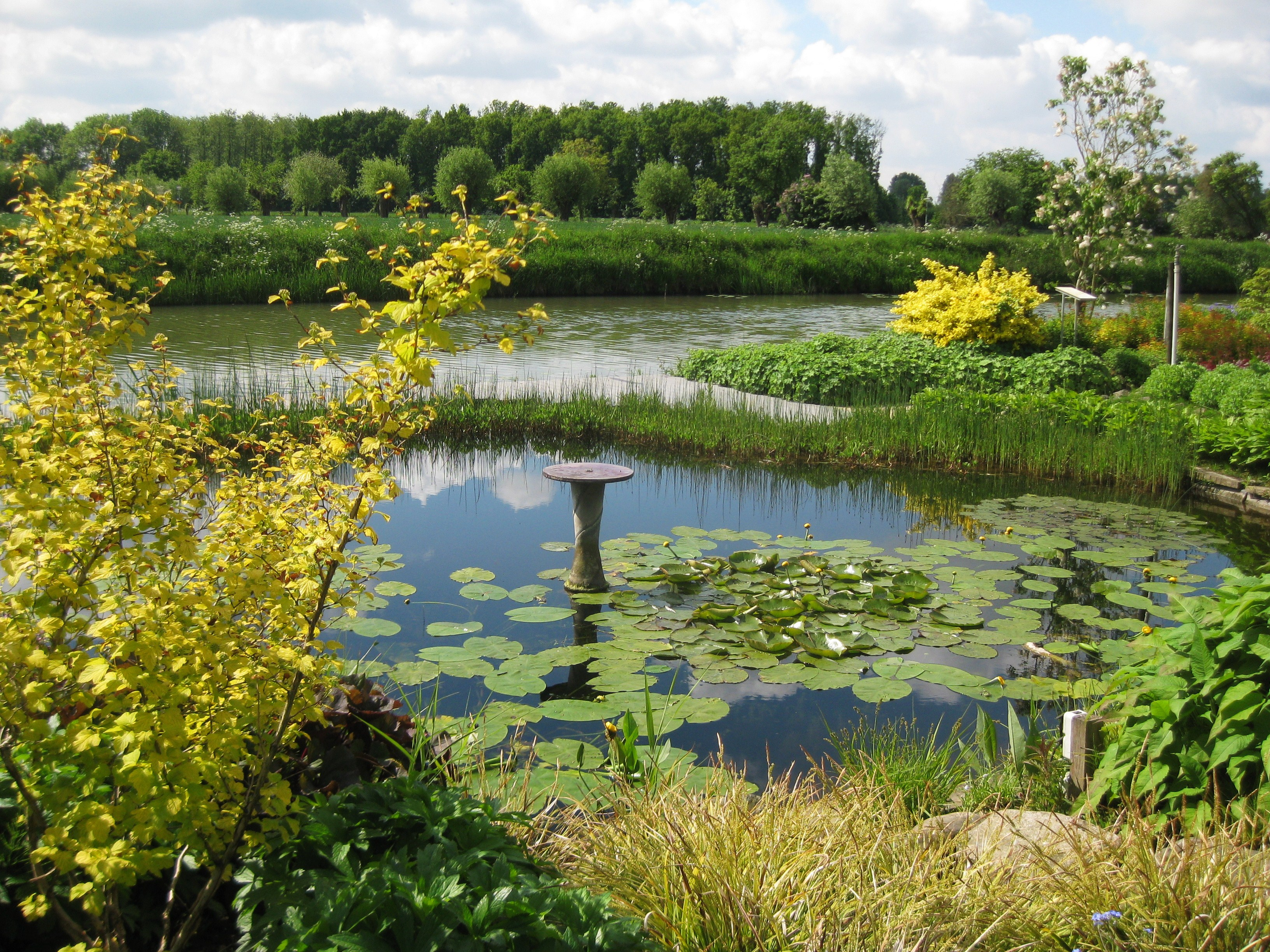
Gartenteich

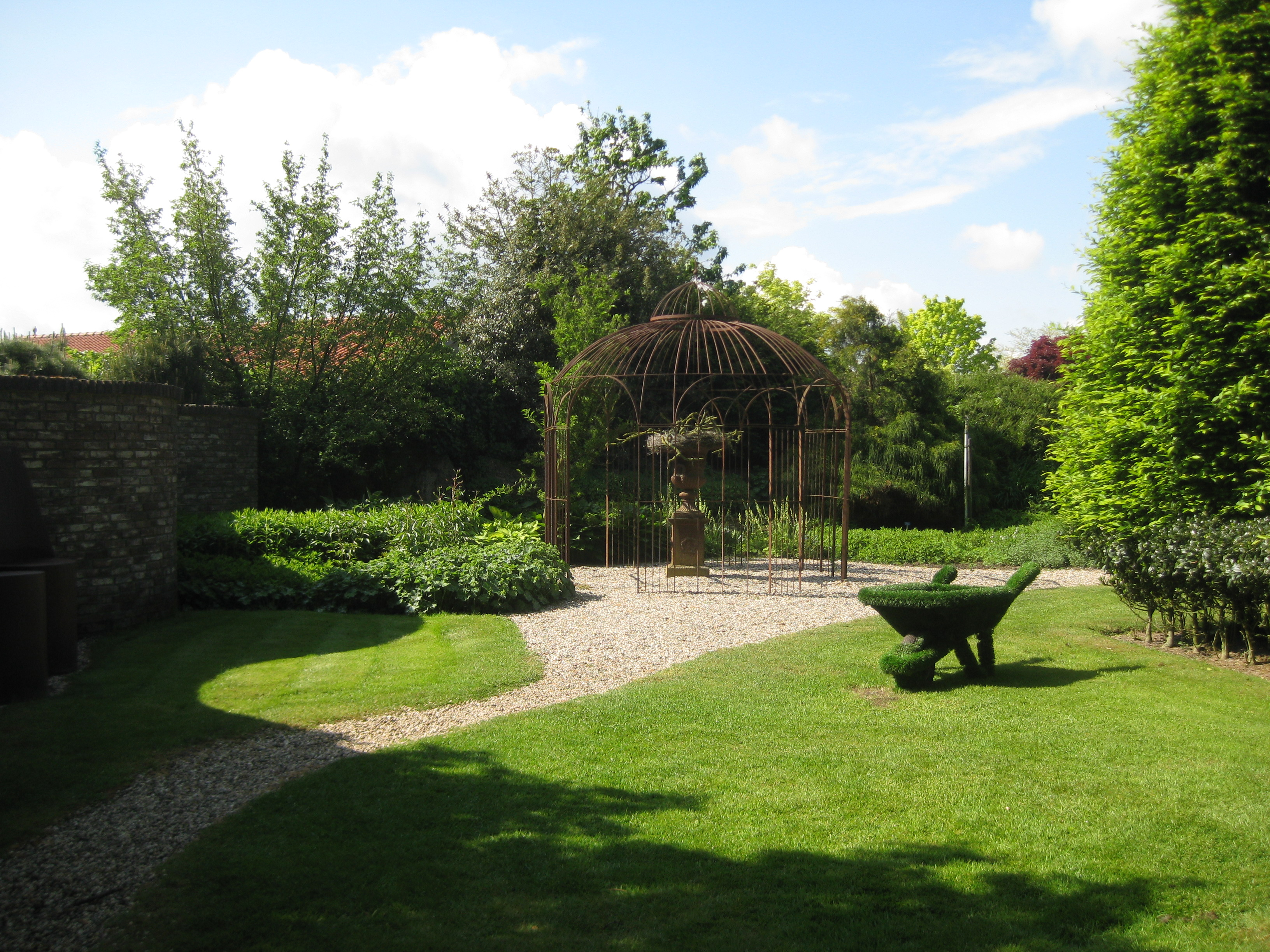
Modellgarten

Die Gärten von Appeltern sind ein Komplex von Beispielgärten östlich des Dorfes Appeltern, das zur Gemeinde West Maas en Waal gehört und in der Nähe von Nijmegen und Tiel in der Provinz Gelderland in den Niederlanden liegt. In der 1988 gegründeten Anlage gibt es rund 200 Beispielgärten, die teilweise vom Initiator und Gärtner Ben van Ooijen, teilweise von Gartenarchitekten, Landschaftsgärtnern und Autoren von Gartenbüchern entworfen und geplant wurden. Die Gesamtfläche betrug ursprünglich 0,5 Hektar und wurde in mehreren Schritten auf heute 22 Hektar erweitert. Der Besuch kostet ein Eintrittsgeld. Auf dem Gelände gibt es verschiedene Informationsveranstaltungen, die teilweise aber Werbeveranstaltungen des Betreibers sind.

## Geschichte
Den Beginn der Anlage stellte ein etwa 5.000 Quadratmeter großer Modellgarten des Hoteliers Ben van Ooijen dar. Dieser Garten wurde auch gerne von Menschen besucht, die nicht Gäste des Hotels waren, und nach ein paar Jahren wurde die Gartenanlage vom Hotelbetrieb abgekoppelt. Der offizielle Name der Anlage lautete zunächst Informatietuinen Appeltern B.V. (Informationsgarten Appeltern B.V. (B.V. = geschlossene/private Gesellschaft mit beschränkter Haftung)), aber seit 2001 ist die Bezeichnung De Tuinen van Appeltern gebräuchlich.
Ab Juli 1999 begann man, Schaugärten nach Entwürfen von Landschaftsarchitekten und Buchautoren anzulegen, die ab dem 1. März 2000 eröffnet wurden. Im gleichen Jahr kam es auch zu einer Zusammenarbeit mit anderen Besuchergärten, darunter Hortus Haren, Kastellgarten Arcen, Jan Boomkamp Garten, Botanischer Teichgarten Ada Hofman und dem Rhulenhof-Garten.

## Beschreibung
Im Laufe des Jahres wachsen und blühen hier über 2.000 verschiedene Pflanzen in den zweihundert Mustergärten. Einige Beispiele für die Gärten sind Balkongärten, Loungegärten und Teichgärten. Die Anlage liegt in einem ländlichen Gebiet zwischen Maas und Waal östlich der Ortschaft De Tuut. Der Komplex lag anfangs nur am Nordufer des 'Nieuwe Wetering', einem Entwässerungskanal, dehnte sich aber 2013 auf dessen Südseite aus. Städte in der Nähe sind Tiel, Nijmegen und Oss.
An einigen Ausstellungsstücken gibt es Informationen über die Hersteller und Händler dieser Sachen, so dient die Anlage auch als Ausstellung und Schaufenster der Partner des Gartens. Die Partner sind in die Kategorien Allgemeines (9), (Garten-)Architekten (12), Aussteller/Händler (116), Gärtner (53) und Züchter (20) unterteilt. Die Besucher können zu bezahlende aber auch kostenfreie Beratungen zur Pflege von Pflanzen und Gartenzubehör und zur Einrichtung des privaten Gartens bekommen. Diese Werbung wird offen gekennzeichnet.

## Besucherzahlen
Im Jahr 2013 besuchten etwa 150.000 Menschen die Gärten von Appeltern. Die Besucher sind in der Mehrzahl Frauen. 

## Belege
1. ↑  Geschichte des Parks (in Niederländisch), abgerufen am 25. Februar 2016.
2. ↑  Pflanzenliste des Parks, abgerufen am 28. Februar 2016.
3. ↑  De Tuinen van Appeltern - Partners
4. ↑  Algemeen Dagblad 13. Juli 2013

Koordinaten: 51° 50′ 8,8″ N, 5° 36′ 13,5″ O